# لكمة أرنب

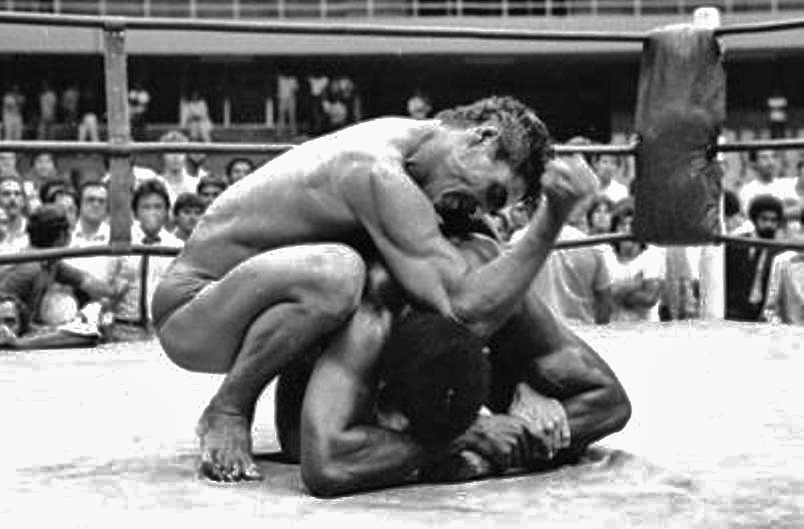
ضربة على مؤخرة الرأس

لكمة الأرنب هي ضربة لمؤخرة الرأس أو لقاعدة الجمجمة. وتعتبر خطيرة بشكل خاص لأنها من الممكن أن تدمر الفقرات العنقية وبالتالي الحبل الشوكي، مما قد يؤدي إلى إصابة خطيرة لا يمكن إصلاحها في الحبل الشوكي. قد تؤدي لكمة الأرنب أيضًا إلى فصل دماغ الضحية عن جذع الدماغ، والذي يمكن بدوره أن يقتل على الفور.
تم اشتقاق اسم اللكمة من استخدام الصيادين لهذه التقنية في قتل الأرانب بضربة سريعة وحادة على مؤخرة الرأس.

## الرياضة القتالية
تعد لكمة الأرنب ممنوعة في الملاكمة وفنون القتال المختلطة وغيرها من الرياضات القتالية المحتوية على الضرب. الاستثناءات الوحيدة التي يمكن فيها استخدام لكمة الأرنب هي الأحداث الغير مقيدة بضوابط مثل بطولة فال تودو (Vale Tudo) الدولية (وذلك قبل تغيير القواعد في منتصف عام 2012).

## رياضة الهواة
في 29 يونيو 2014 تعرض حكم كرة القدم جون بينيفيتش للكمة في رقبته من قبل باسل عبد الأمير سعد، وهو لاعب مستاء في مباراة للهواة كان يديرها في ليفونيا بولاية ميشيغان إحدى ضواحي ديترويت. توفي بينيفيتش بعد يومين متأثرا بجراحه، واتُّهِم سعد بالقتل من الدرجة الثانية. أظهر تشريح جثة بينيفيتش أن قوة التأثير على الجانب الأيسر من رقبته أسفل قاعدة جمجمته أدت إلى إصابة نادرة وشرايين ملتوية وممزقة حول قاعدة جمجمته، مما أدى إلى القضاء عليه قبل أن يرتطم بالأرض. في عام 2015 اعترف سعد بارتكابه تهمة القتل الخطأ وحُكِم عليه بقضاء من 8 إلى 15 سنوات في السجن.